# Биметалл
Бимета́лл — композитный материал, состоящий из двух или более различных слоёв металлов или их сплавов. Термобиметаллические материалы относятся к группе прецизионных материалов. Биметалл применяется:
- для чеканки монет (см. биметаллические монеты) (при этом используются различные специальные сплавы[3]);
- для изготовления корпусов нефтехимического и атомноэнергетического оборудования (при этом используется коррозионностойкий биметалл);
- при изготовлении подшипников скольжения (при этом используются антифрикционные биметаллы);
- при изготовлении узлов ракетно-космической техники (при этом используются биметаллы с особыми свойствами);
- при изготовлении биметаллических радиаторов отопления.
- в античности и средние века использовались при изготовлении мечей (в наши дни может использоваться для декорированных ножей «под дамаск»)

### Антикоррозионный биметалл
Антикоррозионный биметалл представляет собой дешёвый металл (например, обыкновенную сталь), покрытый слоем более коррозионно-стойкого (и дорогого) металла. Покрытие осуществляют с одной или с обеих сторон. В качестве покрытия используются коррозионностойкая сталь, хром, титан, латунь, серебро, медь, никель, алюминий и другие металлы.
Антикоррозионный биметалл применяется для изготовления химических сосудов и аппаратов, кухонной утвари, дешёвых плакированных монет.
Недостаток биметалла при таком использовании — как правило, наличие незащищённого края (среза) у биметаллического изделия (торец у проволоки, гурт у монеты). Ржаветь биметалл начинает именно оттуда (электрохимическая коррозия).

### Термочувствительный элемент
Из-за разницы в коэффициентах теплового расширения (КТР) металлов при нагреве пластина из биметалла изгибается в сторону металла с меньшим КТР.

### Высокочастотные проводники
Вследствие скин-эффекта плотность переменного тока падает к середине проводника. Поэтому в ряде случаев бывает целесообразно заменять центральную часть проводника более дешёвым (и более прочным) металлом с худшими электрическими характеристиками (биметаллическая проволока медь-железо, медь снаружи; медь-серебро, серебро снаружи).

### Антифрикционное покрытие
Покрытие или вкладыши, покрытые баббитом применяются в подшипниках скольжения для уменьшения трения.

## Галерея
- Применение биметалла
- Бутара, изготовленная из биметалла, имеет повышенную износостойкость
- Конфузор, изготовленный из биметалла. При применении такого конфузора снижается количество ремонтов шламопровода
- Лист биметалла после плазменной резки
- Накладки рабочего колеса воздуходувной машины

- Виды наплавок биметалла
- Наплавка вида «волна»
- Наплавка вида «зигзаг»
- Стандартная наплавка

## Изготовление
- Одновременная прокатка
  - В случае биметаллической проволоки — волочением трубы со вложенным внутрь стержнем из другого металла.
- Одновременное прессование
- Налив расплава одного металла на другой, более тугоплавкий
- Погружение в расплав
- Гальванический способ
- Газотермическое напыление
- Наплавка
  - Электрическим нагревом
  - Плазменным нагревом
- Сварка взрывом